# Mobile Suit Gundam Thunderbolt
Mobile Suit Gundam Thunderbolt (機動戦士ガンダム サンダーボルト Kidō Senshi Gandamu Sandāboruto?)  es una historieta japonesa escrita e ilustrada por Yasuo Ohtagaki. La historieta está ambientada en la era Universal Century, en la misma época de la serie Mobile Suit Gundam. La historieta recibió una adaptación animada de 4 episodios en formato OVA, realizada por Sunrise, publicada entre el 25 de diciembre de 2015 y el 8 de abril de 2016. Más tarde los 4 episodios fueron compilados en una película llamada Gundam Thunderbolt December Sky. Los estudios Sunrise anunciaron que el OVA tendrá  una segunda temporada que adaptara la segunda mitad de la historieta.

## Argumento
La serie está ambientada en el año 0079 de la era Universal Century, durante la Guerra de Un Año, en la misma época de la serie Mobile Suit Gundam. Tropas de la Federación de la Tierra y del Principado de Zeon  se encuentran librando una feroz batalla en el Sector Thunderbolt, una zona controlada por Zeon llena de escombros de naves y colonias espaciales destruidas llamada así por las constantes descargas eléctricas y altos niveles de estática que hay en ese lugar. La historia trata acerca del soldado federal Io Flemming y de su batalla contra Daryl Lorenz, el mejor francotirador del Principado de Zeon.

## Personajes

### Hermandad de Moore
La Hermandad de Moore ( ム ー ア 同胞 団Mūa Dōhō-dan ) es una escuadrilla de la Federación de la Tierra compuesta por ex residentes de las colonias espaciales de Side 4: Moore, con la intención de castigar al Principado de Zeon por destruir las colonias.
Io Fleming (イオ・フレミング Io Furemingu?)
Seiyū: Yuichi Nakamura
Un alférez de la Federación que disfruta golpeando sus palillos del tambor en su consola móvil de la carlinga del suit mientras escucha jazz en su receptor de radio pirata. Antes de la guerra de un año, Io, junto con sus amigos Claudia Peer y Cornelius Kaka, participó en eventos de carreras aéreas en Side 4. Su padre, que era alcalde de Side 4, se había suicidado durante el estallido de la guerra. Io es parte de un escuadrón de GM sortied para romper las líneas de francotirador del Sector Thunderbolt cuando su GM es derribado antes de que logre expulsar su bloque de cabina. Se escurre a través de los escombros, mata al piloto Zeon Hoover, y comanda a su Rick Dom antes de regresar a la flota de la Fraternidad Moore. Utilizando los datos de francotirador extraídos de Rick Dom, Io pilotea el nuevo mobile suit prototipo de la Federación llamado Full Armor Gundam para destruir las unidades Zeon Big Gun estacionadas en todo el sector, presumiendo que el sonido de la música jazz marca su presencia. Después de una agotadora batalla entre el Full Armor Gundam y el Psycho Zaku, Io es capturado por los refuerzos de Zeon junto con los miembros supervivientes de la Hermandad Moore. Es golpeado en la prisión por los miembros de la división muertos vivientes mientras estuvo en cautiverio en el buque de la clase de Chivvay en el camino a A Baoa Qu. El barco se estrella en la superficie de A Baoa Qu cuando la Federación de Tierra establece la Operación Estrella Uno: un asalto a la fortaleza de asteroides de Zeon el 31 de diciembre, UC 0079. En medio del caos, Io rompe su celda y mata a los guardias restantes antes de reunirse con sus camaradas. Siete meses después de la guerra de un año, Io es asignado como el piloto del Atlas Gundam RX-78AL y se une a la tripulación del buque de guerra de la Federación Espartana.
Claudia Peer (クローディア・ペール Kurōdia Pēru?)
Seiyū: Toa Yukinari
Capitana de la nave Beehive . Claudia encuentra su posición incómoda, especialmente con Io como su amante. Ella está más disgustada cuando la Federación de la Tierra envía pilotos adolescentes a su flota como refuerzos. La guerra le cuesta mucho, ya que recurre a tomar drogas depresivas antes de que Io la sacara de una sobredosis. Durante la última etapa de la operación de la Hermandad Moore, su flota es destruida y ella es supuestamente asesinada por Graham, quien culpa a ella y a las elites de la Hermandad por la muerte de su familia. Ocho meses después de la guerra de un año, Claudia se revela que ha sobrevivido al disparo y actualmente es comandante en la Alianza de los Mares del Sur.
Cornelius Qaqa (コーネリアス・カカ Kōneriasu Kaka?)
Seiyū: Daisuke Hirakawa
Un ingeniero a bordo del Beehive y el mejor amigo de Io. Como Io aparentemente tiene una reacción alérgica que lo hace estornudar en el hangar, Cornelius a menudo le presta un paquete de pañuelos. Después de los acontecimientos de la guerra de un año, Cornelius es reasignado al Spartan como el ingeniero de la nave.
Graham (グラハム Guraham?)
Seiyū: Shunsuke Sakuya
Un oficial de la Federación a bordo del Beehive. Se siente incómodo por ser subordinado de Claudia. Después de que el Beehive sea severamente dañado por el Psycho Zaku, Graham dispara a Claudia antes de que sea consumido por la explosión final de la nave.

## Medios de Difusión

### Manga
En 2011, Yasuo Ohtagaki puso en pausa la producción de su manga Moonlight Mile para trabajar en Gundam Thunderbolt. En marzo del 2012, empezó a serializar el manga en la revista Big Comic Superior de la editorial Shogakukan
Volúmenes
| Volumen | Fecha de publicación     | ISBN Japonés           |
| ------- | ------------------------ | ---------------------- |
| 1       | 30 de octubre de 2012    | ISBN 978-4-09-184810-9 |
| 2       | 30 de mayo de 2013       | ISBN 978-4-09-185307-3 |
| 3       | 28 de febrero de 2014    | ISBN 978-4-09-186080-4 |
| 4       | 28 de noviembre de 2014  | ISBN 978-4-09-186718-6 |
| 5       | 27 de febrero de 2015    | ISBN 978-4-09-186855-8 |
| 6       | 30 de octubre de 2015    | ISBN 978-4-09-187269-2 |
| 7       | 25 de diciembre de 2015  | ISBN 978-4-09-187538-9 |
| 8       | 24 de julio de 2016      | ISBN 978-4-09-187705-5 |
| 9       | 30 de enero de 2017      | ISBN 978-4-09-189446-5 |
| 10      | 28 de agosto de 2017     | ISBN 978-4-09-189634-6 |
| 11      | 26 de febrero de 2018    | ISBN 978-4-09-189851-7 |
| 12      | 30 de julio de 2018      | ISBN 978-4-09-860092-2 |
| 13      | 26 de abril de 2019      | ISBN 978-4-09-860332-9 |
| 14      | 30 de agosto de 2019     | ISBN 978-4-09-860425-8 |
| 15      | 28 de febrero de 2020    | ISBN 978-4-09-860585-9 |
| 16      | 30 de septiembre de 2020 | ISBN 978-4-09-860739-6 |
| 17      | 26 de febrero de 2021    | ISBN 978-4-09-861007-5 |
| 18      | 30 de septiembre de 2021 | ISBN 978-4-09-861164-5 |
| 19      | 28 de febrero de 2022    | ISBN 978-4-09-861284-0 |
| 20      | 30 de septiembre de 2022 | ISBN 978-4-09-861449-3 |
| 21      | 28 de febrero de 2023    | ISBN 978-4-09-861621-3 |
| 22      | 30 de agosto de 2023     | ISBN 978-4-09-862578-9 |
| 23      | 29 de febrero de 2024    | ISBN 978-4-09-862752-3 |
| 24      | 30 de julio de 2024      | ISBN 978-4-09-863048-6 |
| 25      | 28 de febrero de 2025    | ISBN 978-4-09-863373-9 |
| 26      | 29 de agosto de 2025     | ISBN 978-4-09-863603-7 |

### Anime
El 28 de octubre del 2015 se confirmó que los estudios Sunrise están trabajando en una adaptación animada de 4 episodios en formato ONA. El ONA será dirigido por Kō Matsuo, con personajes diseñados por Hirotoshi Takaya y robots creados por Morifumi Naka, Seiichi Nakatani y Hajime Katoki. El ONA se estrenará el 25 de diciembre de 2015 a través del servicio pay to watch en Japón con acceso temprano por la aplicación Gundam Fan Club Service el 11 de diciembre de 2015. Sunrise aún no tiene planeado distribuir la serie en occidente

Thunderbolt
| # | Título                                      | Estreno (en Japón)      |
| - | ------------------------------------------- | ----------------------- |
| 1 | «Mobile Suit Gundam Thunderbolt Episodie 1» | 25 de diciembre de 2015 |
| 2 | «Mobile Suit Gundam Thunderbolt Episodie 2» | 12 de febrero de 2016   |
| 3 | «Mobile Suit Gundam Thunderbolt Episodie 3» | 18 de marzo de 2016     |
| 4 | «Mobile Suit Gundam Thunderbolt Episodie 4» | 22 de abril de 2016     |
| 5 | «Mobile Suit Gundam Thunderbolt Episodie 5» | 24 de marzo de 2017     |
| 6 | «Mobile Suit Gundam Thunderbolt Episodie 6» | 28 de abril de 2017     |
| 7 | «Mobile Suit Gundam Thunderbolt Episodie 7» | 31 de mayo de 2017      |
| 8 | «Mobile Suit Gundam Thunderbolt Episodie 8» | 14 de julio de 2017     |